# Married in Name Only
Married in Name Only er en amerikansk stumfilm fra 1917 af Edmund Lawrence.

## Medvirkende
- Gretchen Hartman som Madeline Francis
- Milton Sills som Robert Worthing
- Marie Shotwell som Mrs. Worthing
- Dora Mills Adams som Mrs. Francis.
- William Desmond.